# De Haal
De Haal is een buurtschap in de gemeente Oostzaan, in de Nederlandse provincie Noord-Holland. De Haal is gelegen tussen aan de zuidwestkant De Heul/Noordeinde en aan de oostkant Den Ilp/Purmerland.
De Haal is een van de plaatsen die ontstonden in de laatste fase van de ontginning van de Zaanstreek. De plaats is kort na Oostzaan, Westzaan en Assendelft ontstaan. De plaatsnaam werd in 1394 vermeld als Hadel. Deze benaming komt van het Friese woord voor een half deel. Waarschijnlijk duidt dat in dit geval erop dat bepaalde boeren die het gebied bewoonden de helft van een dijk en de aangrenzende sloten bezaten en/of moesten onderhouden. De Haal kent anno 2011 nog steeds de oude wegsloten. Ook zijn er mensen die menen dat Hadel duidt op de helft van het Horner vierendeel, De Heul en het verdwenen plaatsje De Horn lagen in het andere deel. De Oostzaner Polder was net als veel andere ontgonnen gebieden opgedeeld in vier delen.
De juiste ligging van De Horn is onbekend. Sommige historici plaatsen deze schuin tegenover De Heul en tegen over het Noordeinde van Oostzaan. De benaming horn, hetgeen 'hoek' betekent, werd destijds veelgebruikt en in de loop van de tijd werden verschillende duidingen met dezelfde naam gebruikt, waardoor achteraf moeilijk vast te stellen is wat nu de juiste benaming is en waar het precies gelegen moet hebben. De Haal wordt zo in bepaalde documenten onder het dorp Oostzaan geplaatst. Uit kaarten en de ligging valt echter op te maken dat De Haal wel onderdeel uitmaakte van Oostzaan (Oostzaan als polder en als banne en ambachtsheerlijkheid) maar meestal toch als afzonderlijk dorp werd beschouwd, evenals De Heul.
In de loop van de 19e eeuw zijn De Haal aan De Heul en Oostzaan als een lang gerekt lintdorp vergroeid geraakt.
Bij De Haal werd ook een treinstation gebouwd, op de lijn Zaandam-Purmerend-Hoorn, het Station Oostzaan.
Naar het station werd vanuit het midden van De Haal een straat aangelegd: de Stationsstraat. Het station werd op 20 mei 1884 geopend. Op 15 mei 1938 werd het station gesloten. Het stationsgebouw werd omgebouwd. In 1967 werd het gesloopt. 
In De Haal vindt men anno 2011 nog een onvolledige stolpboerderij, die dateert van 1874, en evenals in Noordeinde is er een aantal houten hooihuizen uit de 19e eeuw.
De Haal werd net als de rest van de Oostzaner Polder viermaal ernstig getroffen door een overstroming. De eerst bekende overstroming was in 1786, toen de dijk Achterdichting doorbrak, de tweede maal tijdens de stormvloed van 1825, toen het water over de Waterlandse Zeedijk bij de Stenen Beer van Durgerdam doorbrak. De derde en vierde maal gebeurden kort na elkaar: tijdens de stormvloed van 1916 liep het water over het Luyendijkje heen. De dijken bij Uitdam, Durgerdam en Katwoude waren al eerder, in de nacht van 13 op 14 januari, doorgebroken. Op 16 februari liep de polder opnieuw onder door een stevige storm. Pas op 24 maart kon worden begonnen met de polder droog te maken, een karwei dat op 1 april klaar was.
Dorp: Oostzaan     
Buurtschappen: Achterdichting · De Haal · De Heul · Kerkbuurt · Noordeinde · Zuideinde

Noord-Holland: Steden en dorpen in Noord-Holland      Nederland: Provincies · Gemeenten